# Cody Rhodes

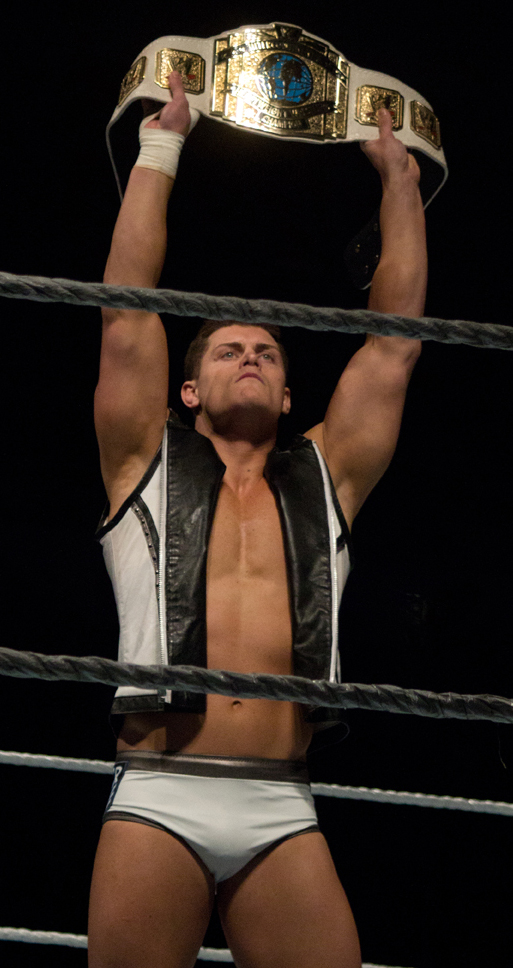
Interkontinentális bajnok, 2012

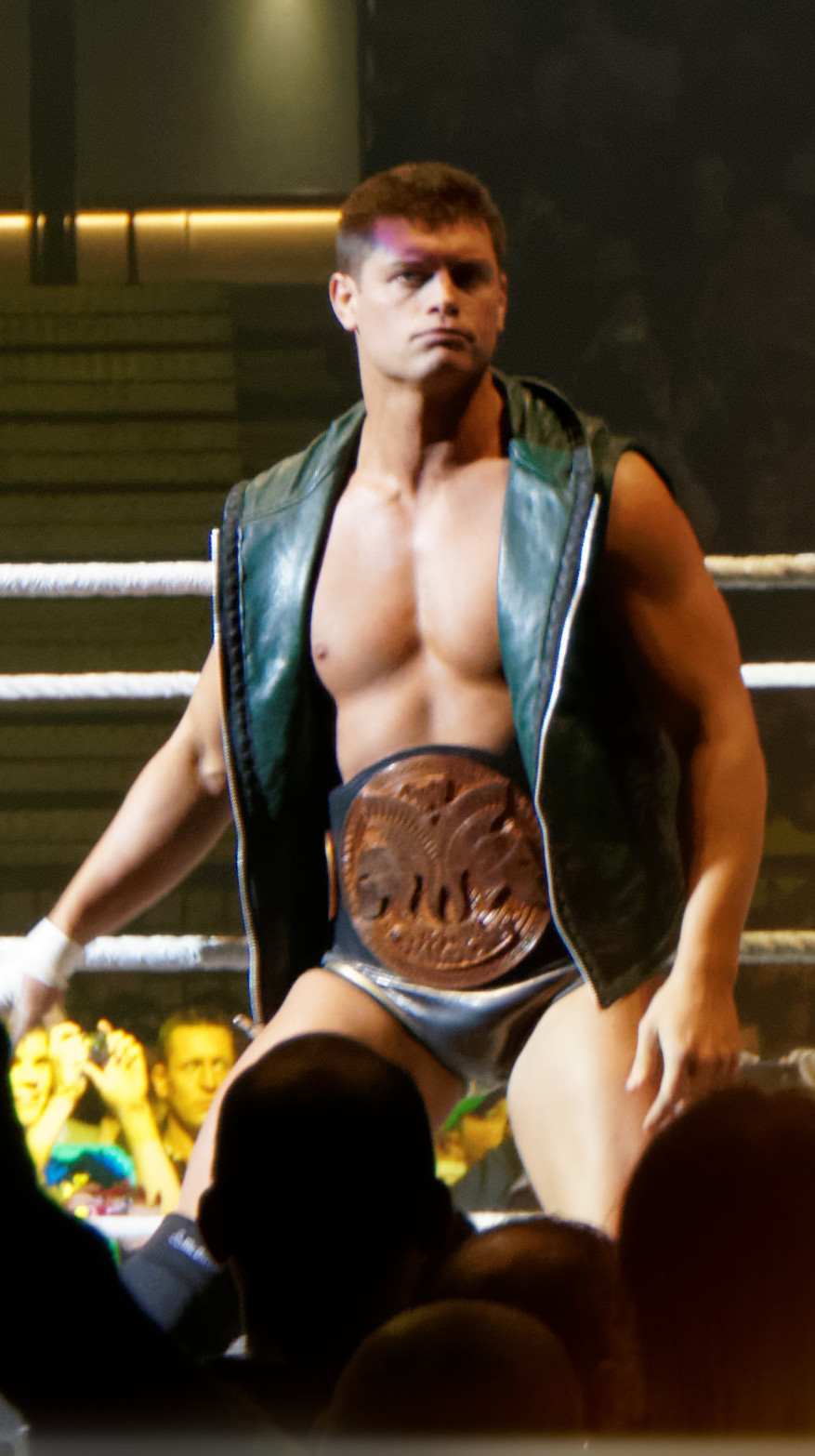
Tag Team bajnok, 2013

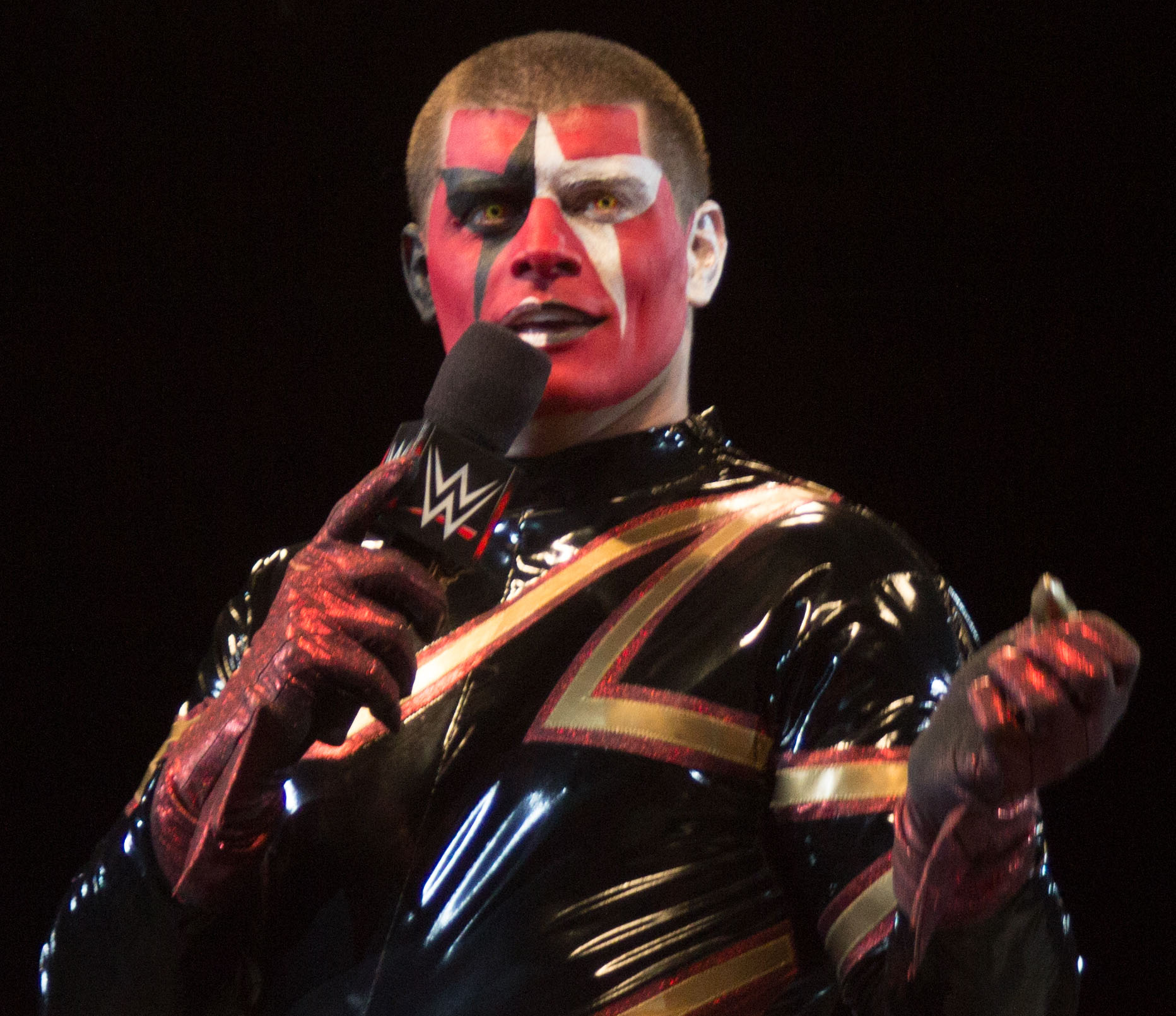
Stardust, 2015

Cody Garrett Runnels Rhodes (született Cody Garrett Runnels; 1985. június 30.) amerikai profi pankrátor. Április 2022-től a WWE-hoz tartozik, ahol a SmackDown branden szerepel, és jelenleg az Undisputed WWE bajnok, elismerték mind a WWE Champion, mind pedig a WWE Universal Champion cím birtokosának az első címvédésével. Ismert az All Elite Wrestling (AEW) időszakáról is 2019-től 2022-ig, ahol vezető alelnökként tevékenykedett, és az első, valamint a rekordot felállító háromszoros AEW TNT bajnok volt.

## Profi pankrátori karrierje
Középiskolai birkózó pályafutása sikeres volt, hiszen junior kategóriában kétszer megnyerte a Georgia állami versenyt. Érettségi után egy dráma iskolába járt, majd eldöntötte, hogy az egyetem helyett inkább profi birkózó lesz. Runnels az Ohio-völgy Wrestling (OVW)-nél kezdte meg pályafutását 2006 júniusában. Itt csapatot alakított Shawn Spears-el, majd megnyerték az OVW Dél Tag Team bajnoki címet. Runnels később megnyerte az OVW nehézsúlyú bajnoki, valamint az OVW Televízió bajnoki címet is. 2007. július 2-án Cody Rhodes néven debütált a RAW-on, majd hosszas viszályba került Randy Orton-al. Később Hardcore Holly-val, majd Ted DiBiase-val alapított egy közös csapatot, és megnyerték a Tag Team világbajnoki címet. DiBiase és Rhodes később belépett Orton csapatába, a The Legacy-ba, majd Triple H és Shawn Michaels csapatával, a D-Generation X-el rivalizáltak. Ortonnal később megromlott viszályuk, melynek eredményeképp összecsaptak a WrestleMania XXVI-on. 
2010. április 30-án debütált a SmackDown-ben, ahol legyőzte John Morrison-t. Itt Drew McIntyre-el állt össze, és megnyerték a WWE Tag Team bajnoki címet. 2011 januárjában egy Rey Mysterio elleni mérkőzésen – a történet szerint – eltört az orra. Emiatt hosszú hetekig nem lehetett látni, majd egy arcvédő-maszkban tért vissza, amit a meccsek során is viselt. A védőmaszkot fegyverként is használta, hiszen néha levette, és megütötte vele az ellenfeleit. Ebben az időszakban jellegzetes kelléke a papírzacskó volt, melyet ráhúzott az ellenfelei fejére a mérkőzés után; és a közönséget is kérte, hogy húzzák fel és takarják el arcukat. Mysterio ellen vérbosszúba kezdett, mely a WrestleMania XXVII-en bontakozott ki. 2011 augusztusában legyőzte Ezekiel Jackson-t, és megnyerte a WWE interkontinentális övet. Orton ellen ismét egy hosszú viszályba került, de Ortonnak nem sikerült elvennie tőle a címet. 
Rhodes 236 napos uralkodásának a Big Show vetett véget 2012. április 1-jén. Pár héttel később, április 29-én visszanyerte az övet az Extreme Rules-en; de júniusban Christian ellen elveszítette a No Way Out-ot. Augusztusban Sin Cara ellen került összetűzésbe, hiszen megszállottja volt annak, hogy levegye Sin Cara maszkját. Szeptemberben összeállt Damien Sandow-al, majd Team Rhodes Scholars néven Kane és Daniel Bryan csapatával rivalizáltak. Novemberben agyrázkódást szenvedett, majd egy új külsővel ("sport bajusszal") tért vissza december 10-én. Sandow-al továbbra is folytatta közös csapatukat, de a Tag Team bajnoki övet nem sikerült megszerezniük. 
2013 nyarán hivatalosan is feloszlott csapatuk, amikor a Money in the Bank rendezvényen Sandow megtámadta Cody-t. Emiatt hosszas viszály kezdődött közöttük; Cody többek között ellopta Sandow MIB táskáját is. 2013 őszén csapatot alapított féltestvérével, Goldust-al, és megnyerték a WWE Tag Team bajnoki címet. Cody 2014. június 16-án debütált új karakterével, Stardust-al a RAW-on. Mind kinézete (arcfestés, ruha), mind gesztikulációja hasonlít Goldust-hoz; emellett pedig új bevonulózenét is kapott. Immár Stardust és Goldust néven szeptember 21-én legyőzték az Uso ikreket, s ezzel ismét megnyerték a WWE Tag Team bajnoki címet. 63 nap után Damien Mizdow és The Miz elvette tőlük a címet, majd a testvérek összevesztek, és egymás ellen harcoltak. 
Stardust 2015 márciusában részt vett WrestleMania 31-en megrendezett létrameccsen, de nem sikerült megnyernie. Májusban egy rövid viszálya volt R-Truth-al és Stephen Amell-el. Apja 2015 júniusában elhunyt, emiatt pedig több hetet kihagyott. Július 13-án tért vissza a RAW-on, ahol legyőzte Neville-t, s ezzel egy új rivalizálás vette kezdetét. 2015 szeptemberében belépett Konnor és Viktor csapatába, a The Ascension-ba. 2016 elején Titus O'Neil-al került összetűzésbe, majd 2016. május 21-én kiderült egy közösségi oldalon, hogy Runnels önként távozni akar a WWE-től. Indoklásként a WWE kreatív osztállyal szembeni frusztrációját, és a vállalaton belüli pozícióját említette. Távozása után az Evolve Wrestling-nél tűnt fel, és ismét felvette a "Cody Rhodes" ringnevet. Ezután több szervezetnél is felbukkant, mint például a Northeast Wrestling-nél, a WhatCulture Pro Wrestling-nél, a New Japan Pro Wrestling-nél és az Impact Wrestling-nél is.

## Eredményei
Georgia állami verseny
- Bajnok a 189 font (86 kg) súlycsoportban (2003)
- Bajnok a 189 font (86 kg) súlycsoportban (2004)

Ohio Valley Wrestling
- OVW Heavyweight Championship (1x)
- OVW Television Championship (1x)
- OVW Southern Tag Team Championship (2x) – Csapattársa: Shawn Spears

World Wrestling Entertainment/WWE
- Undisputed WWE Championship (1x)
  - 2024.04.07.: Legyőzte Roman Reigns-t a WrestleMania 40-en.
- Royal Rumble meccs győzelem. (2x)
  - Cody a 2023-as és 2024-es férfi Royal Rumble meccseket nyerte meg.
- WWE Intercontinental Championship (2x)
  - 2011.08.09.: SmackDown-ban legyőzte Ezekiel Jackson-t.
  - 2012.04.29.: Extreme Rules-en legyőzte a Big Show-t.
- Undisputed WWE Tag Team Championship (1x)
  - 2023.10.07.: Jey Uso-val legyőzték Damien Priest és Finn Bálor csapatát a Fastlane-en.
- WWE Tag Team Championship (3x) – Csapattársai: Drew McIntyre (1) és Goldust (2)
  - 2010.09.19.: Drew McIntyre-el a Night of Champions-on legyőzték Evan Bourne és Mark Henry csapatát.
  - 2013.10.14.: Goldust-al a RAW-on legyőzték Seth Rollins és Roman Reigns csapatát.
  - 2014.09.21.: Goldust-al a Night of Champions-on legyőzték Jimmy Uso és Jey Uso-t.
- World Tag Team Championship (3x) – Csapattársai: Hardcore Holly (1) és Ted DiBiase (2)
  - 2007.12.07.: Hardcore Holly-val győztek a RAW 15. évfordulóján.
  - 2008.06.29.: Ted DiBiase-val a Night of Champions-on legyőzték Hardcore Holly-t.
  - 2008.08.11.: Ted DiBiase-val a RAW-on legyőzték Batista-t és John Cena-t.

Slammy-díjak (2x)
- Baby Oil Application-on nyújtott kiemelkedő teljesítményéért (2010)
- Az Év Tag Teamje (2013) – Csapattársával, Goldust-al.

## Bevonuló zenéi
- Billy Lincoln – "Out to Kill" (2007. július – 2008. június; 2010. március – 2010. július)
- Jim Johnston – "Priceless" (2008. június – 2009. január; csapattársával Ted DiBiase-val)
- Jim Johnston – "Priceless (remix)" (2009. január – 2009. május; csapattársával Ted DiBiase-val)
- Adelitas Way – "It's a New Day" (2009. június – 2010. március; csapattársával Ted DiBiase-val)
- TV/TV- "Smoke & Mirrors" (2010. július 9. – 2011. március 11.)
- Jim Johnston – "Only One Can Judge" (2011. március 18. – 2011. november 4.)
- Jim Johnston – "Smoke And Mirrors" (2011. november 14.; 2014. június 1. – 2015. október 7.)
- Jimmy Hart & J.J. Helm – "Common Man Boogie" (2013. október 6.)
- Jim Johnston – "Gold and Smoke" (2013. október 21. – 2014. június 1.; 2015. október 7.; csapattársával Goldust-al)
- Jim Johnston – "Written in the Stars" (2014. június 16. – 2016. május 22.)
- Downstait – "Kingdom" (2016 – napjainkig)

## Magánélete
Runnels anyai nagyapja kubai származású. Édesapja a WWE Hall of MTA tagja, "Az amerikai álom" (The American Dream) becenevet viselő Dusty Rhodes. Féltestvére Dustin Runnels WWE szupersztár, ismertebb nevén Goldust. 2007. március 31-én, Cody és Dustin beiktatták apjukat a WWE Hírességek Csarnokába (Hall of Fame-be). 2013 szeptemberében feleségül vette Brandi Reed-et, aki jelenleg a WWE-nél dolgozik felkonferálóként Eden Stiles néven. Runnels képregény rajongó; az arkangyal, a Mister Sinister és az X-Men karakterek mindig inspirálják. Kedvenc kitalált karakterei Omega Red, Cyclops és Inhumans.

## Fordítás
Ez a szócikk részben vagy egészben  a   Cody_Rhodes című angol Wikipédia-szócikk fordításán alapul.  Az eredeti cikk szerkesztőit annak laptörténete sorolja fel. Ez a jelzés csupán a megfogalmazás eredetét és a szerzői jogokat jelzi, nem szolgál a cikkben szereplő információk forrásmegjelöléseként.